# Novakiella
Novakiella là một chi nhện trong họ Araneidae.